# 道饗祭
道饗祭（みちあえのまつり、ちあえのまつり）とは、神道祭祀の1つ。上代から毎年6月と12月の2回、都の四隅道上で、八衢比古神（やちまたひこのかみ）、八衢比売神（やちまたひめのかみ）、久那斗神（くなどのかみ)の3柱を祀り、都や宮城の中に災いをもたらす鬼魅や妖怪が入らぬよう防ぎ、守護を祈願する神事、および神社の祭。令制祭祀としては京都が中心だったが、疾疫が起こった時は地方でも斎行した。例えば、武蔵国では、饗庭（あえば）という地名や氏名が多いが、柳田國男は『地名の研究』（角川文庫 九版1974年 p.216）において、道饗祭＝邪神祭却に由来するものであり、北武蔵の「アイノ田」「間の田」に関しても、「饗場の田」に由来すると推測している（同書 p.216）。

## 概要
令の編目の一、神祇令に定められた恒例の祭典である。平安時代成立の法令集『延喜式・第一巻』（藤原時平/藤原忠平ら編集）6月祭条に記され、小祀に区分する。左右京職が司り、卜部（うらべ）氏がはらえを務めた。律令時代京都では鎮火祭（ほしずめのまつり）と兼ねて行うことが多かった。祭日は陰暦の6月と12月、その月の晦日にある大祓の後に開催したと言われるが、『延喜式』や『大宝令』に祭日の明記がないことから、吉日を選び執り行ったとする『拾芥抄』の説をとる見解もある。
神道では春分と秋分・夏至と冬至・上半期と下半期など、半年周期を節目としながら斎行する神事例が多く見当たり、これらは農耕儀礼との結びつきや、季節・動植物の移り変わりを目安とする自然暦・自然観に基づき、半年毎を基本としていた所以である。

### 基本情報表
| 項目   | 説明                                       | 備考                                       |
| ------ | ------------------------------------------ | ------------------------------------------ |
| 祭神   | 八衢比売神・八衢姫神（やちまたひめのかみ） | 八衢比売神・八衢姫神（やちまたひめのかみ） |
| 祭神   | 八衢比古神・八衢彦神（やちまたひこのかみ） |                                            |
| 祭神   | 久那斗神（くなどのかみ）                   |                                            |
| 律令   | 神祇令・小祀                               | 近江令（668年制定）                        |
| 律令   | 神祇令・小祀                               | 飛鳥浄御原令（681年編纂）                  |
| 律令   | 神祇令・小祀                               | 養老令（第6篇・20条、718年から）           |
| 開催日 | 陰暦の6月・12月                            | 晦日、又は吉日                             |
| 信仰   | 神祇信仰（古神道）                         | 自然信仰                                   |
| 信仰   | 神祇信仰（古神道）                         | 原始祖霊信仰                               |

## 文献

### 公事根源と西宮記
疫病神の災厄をはらう祭典の内に、陰陽寮の四角四境祭がある。室町中期成立、朝廷における年間行事や儀式の由来・沿革を述べた『公事根源』（一条兼良・著書）では、道饗祭を「鎮火道饗の祭を四角四境の祭とも申也（もうすなり）」と記しているが誤りで、鎮火祭も道饗祭も四角祭や四境祭とは別の祭である。
平安中期成立、朝廷儀式の作法や制度などを述べた『西宮記』（源高明・著書）によると、疫病の兆しがあった歳に臨時に都の四隅で行う祭を「四角祭」、諸国の四境で行う祭を「四境祭（四界祭）」と呼んだものと記している。恒例的に神々を祀る祭を指してはいなかったが、後世の誤認により道饗祭や鎮火祭は一緒くたに纏められ解釈されていた。特に疫病が流行ると地方でも臨時に道饗祭を行ない、疫病神を祀る祭祀と誤解や混同が生じやすい環境にあった。
| 「                                   | 四界祭 - 陰陽寮向ニ四界一祭、以ニ蔵人所人一為レ使。 四角祭 - 陰陽寮向ニ宮城四角一祭、有レ使所人。 已上天下有レ疫之時、陰陽寮進ニ示度。科物官宣。 | 」 |
| —『西宮記』（次田 2008年、p380より） | |    |

なお公事の他、民間信仰で疫病神の祭の種類は極めて多種多様に富み、広範囲で開催した。

## 祝詞

### 意義・備考
- 高天之原（たかまのはら）に事始（ことはじ）めて/高天之原尓事始氐 - 意味：高天原に坐す御祖神等が事始め給いて。

道饗祭は高天原に起源を発する神事であり、斎行している道饗祭は高天原で事始まった皇祖天神の神勅によって行っている、といった内容である。同様の記述が『古史伝』（平田篤胤・著書）にもあり、踏襲の解釈。
- 皇御孫の命と/皇御孫之命止 - 意味：御代知らし食す今上天皇の詔（みことのり）・仰言によって。

本来は「皇御孫命の命」が正しいが、命の漢字が重複するため一つ省いてある。皇御孫は各時代国を治める今上天皇を指し、命は御言の意味であり詔や仰言である。
- 称辞（たたへごと）竟（を）へ奉る/称辞竟奉 - 意味：祭祀を行い奉る。

祝詞に多く用いる一種の慣用句。「たたへごと」は「たたへことば」のことで賛詞を意味し、「たたへ」は水を湛えるの「たたえ」と同じく満ち足りを表現している、次の「をへ」は極め尽くすの意味である。従って本来の原義は「称辞を竟へ奉る（意味：善言美辞を尽くし、神の威徳を褒め称え奉る）」になるものの、慣用句と頻繁に用いられた結果、単に「祭る」や「幣帛などを奉献する」「神の御名を唱え奉る」の意味にも転じるようになった。
- 大八衢（おおやちまた） - 意味：宮城外にある大道路の衢（ちまた）。

「八」は数字の8ではなく、数が多いことを表す。「衢」は道俣（ちまた）を意味し、辻道のように四方（又はそれ以上）に道が分岐した場所のことである。
- 湯津磐村（ゆついはむら）の如く/湯津磐村之如久 - 意味：神聖な巌群（いわむら）の如く。

「ゆ」は斎庭（ゆにわ、祭場のこと）の「ゆ」と同じ。「ゆつ」は中臣寿詞（なかとみのよごと）に見える由都五百（ゆついほ）篁（たかむら）の「ゆつ」（厳橿（いつかし）の古語）と同じで、神聖や清浄を表し、即ち「神聖な岩の群のように」の意味になる。
- 坐り塞す/塞坐 - 意味：立ち塞がり邪悪を防ぎ給う。

『古事記』黄泉比良坂の段で、黄泉国から逃げ出す伊弉諾尊（いざなぎのみこと）は「爾ち千引石を其の黄泉比良坂に引き塞（さ）へて」と偉大なる岩石の力によって禍を塞いだが、それと同様の意義である。この場合の「さやる」は塞ぐ、防ぐ、遮る、留める、封じる、などの意味を表す。
- 皇神（すめかみ） - 意味：神の尊称。

神を敬う尊称、または皇室の祖先の神を敬う尊称、皇祖神のことである。ここでは神の尊称を指す。
- 根国底国（ねのくにそこのくに） - 意味：黄泉国。

地下深くや遥か海の向こうにあるとする、死者が行く現世とは別の他界。思想的には罪や厄災が行き来し、祓いの後穢れが流れてゆく場所。
- 麁（あら）び疎（うと）び来（こ）む物/麁備疎備来物 - 意味：朝廷に対して親しまずに荒ぶる禍神（まがかみ[17]）や物の怪。

多くの災禍は黄泉国よりやって来ると考えられていたことから、黄泉国から来る禍事（まがごと）のことである。言葉としての「荒び」は和む・穏やかな様子の対義語概念、荒々しい・荒立っている様子の表現で使われている。かつ疎疎しいといった親しまない意味。「疎び」は睦むの対義語で、忌み嫌う表現である。
「物」は「もののけ（物の怪・物の気）の「もの」であり、邪神悪霊や妖怪などの類い全般を指す。
- 明妙（あかるたへ）照妙（てるたへ）和妙（にぎたへ）荒妙（あらたへ）/明妙・照妙・和妙・荒妙 - 意味：多彩な織物。

上代、布帛の原料は麻・ 木綿（ゆう）・絹が多く、それらによる色々な織物。特に繊維料植物の中で穀（かじ）の樹木樹皮からの織った織物は古代から盛んに用い、これを「たへ（栲）」と呼び原文の「妙（たへ）」に当る。そして布帛の材料となる緒（お）を木綿（ゆう）と言った。また穀の木は穀紙（こくし、又は楮紙）の原料となる楮のこととされる。
- 皇御孫命（すめみまのみこと） - 意味：今上天皇

「皇」は皇神（すめかみ）や天皇命（すめらみこと）と同じ「すめ」。「孫命（みま）」は御真子（みまなご）の意味と御子に親愛を示した表現であり、本来は皇孫瓊瓊杵尊（ににぎのみこと）を指していたが、転じて各時代国を治める今上天皇のことを呼ぶようになった。